# هدى الخطيب (ممثلة إماراتية)
هدى الخطيب (13 أكتوبر 1964 -)، ممثلة إماراتية.

## حياتها الفنية
بدأت بالتمثيل خلال عام 1994 بعدما أشتركت بعدد من الأعمال الذي كونت لها شهرة خصوصاً بعد أن شاركت في مسلسل القرار الأخير مع الفنان محمد المنصور، لتبدأ مشوارها الفني في أدوار البطولة وتنوعت أعمالها مابين الكوميدية والدرامية واصبحت من أهم فنانات الصف الثاني في دول الخليج، وهي عضو في مسرح دبي الأهلي.

## أعمالها

### من المسلسلات
- أبي عفواً.
- زهور وجدران.
- القرار الأخير.
- طاش ما طاش - الجزء السادس.
- زمان الإسكافي.
- غنائيات - برنامج كوميدي.
- الدردور.
- الكفن.
- حكايات كويتية.
- أبناء الغد.
- سلامتك - برنامج توعوي.
- ديوان السبيل.
- مؤمرات عائلية.
- طاش ما طاش - الجزء التاسع.
- حكم البشر.
- بيت بو نشمي.
- يوم آخر.
- نقط على الحروف.
- غصات الحنين.
- دار الزين.
- عندما تغني الزهور.
- دولاب الزمن.
- بلا قيود.
- ورد وشوك.
- صاحبة الامتياز.
- نجمة الخليج.
- وسع صدرك - برنامج كوميدي.
- رحلة شقا.
- طاش ما طاش الأصلي.
- أنا وأنت والانترنت.
- عيال الفقر.
- شاهين.
- رسائل من صدف.
- عرس الدم.
- صياحة صياحة.
- البارونات.
- صج حظوظ.
- العقيد شمة.
- دروب المطايا.
- الآنسة رقية - مسلسل إذاعي.
- قلوب حائرة.
- أشياء لا تشترى.
- لو كنت ناسي. (مسلسل مصري)[2]
- أيام السراب.
- الشعور القاتل.
- تصانيف - الجزء الثاني.
- فريج (مسلسل كرتوني، الجزء الرابع)
- عشرة عمر.
- اليحموم.
- مذكرات عائلية جداً.
- تستمر الأيام.
- يا من هواه.
- الناس أجناس 2.
- العمر لحظة.
- صبايا - الجزء الرابع.
- لو اني أعرف خاتمتي.[3]
- حال مناير.
- الدعلة.
- ليش يا جارة.
- سناب شاف.
- جمان .
- عطيتك عيوني .
- دفعة بيروت.
- جمان ج 2 .
- نوح العين.
- دموع فرح.[4]

### في المسرح
- رسائل أبو أحمد الحويلي.
- بنت عيسى.
- غصيت بك ياماي.
- حيال بوطير (عرضت في لبنان).[5]

## روابط خارجية
- هدى الخطيب على موقع قاعدة بيانات الأفلام العربية